# پیتر گولاچی
پیتر گولاچی (انگلیسی: Péter Gulácsi؛ زادهٔ ۶ مهٔ ۱۹۹۰) بازیکن فوتبال اهل مجارستان است.
از باشگاه‌هایی که در آن بازی کرده‌است می‌توان به باشگاه فوتبال ردبول زالتسبورگ، باشگاه فوتبال ترانمره راورز، باشگاه فوتبال ام‌تی‌کی بوداپست، باشگاه فوتبال لیورپول، باشگاه فوتبال هال سیتی و باشگاه فوتبال لایپزیگ اشاره کرد.